# الأخوان قلب الأسد
الأخوان قلب الأسد رواية للكاتبة السويدية أستريد ليندغرين تعالج موضاعات الموت، الأخوة، الصداقة، النضال ضد الظلم والحياة بعد الموت.
يصل الأخوين لبلاد انجيالا بلاد متخيلة منقرضة ويلقبان بقلب الأسد لمغامرتهما لمحاربة الشر والانتصار عليه. جونتان الكبير يرعا أخوه الصغير كارل الذي كان مريضاً ويصارع الموت ويوم احترق البيت وهرع جوناتان مسك أخيه وقفز من النافذة، وقع الأخ الكبير ومات وقبل موته أخبره أنهم ذاهبين إلى نانجيالا حيث الحياة السعيدة. وكان كارل يصارع الموت، عندما مات جونتان كان كارل يموت باجاأت حمامة بيضاء من نانجيالا سمع من خلاله أن جوناتان يدعوه للقدوم للنانجيالا في مزرعه الفرسان وادي الكرز. وترك كارل لأمه رسالة الا تبكي يا اماه نلتفي في نانجيالا وهناك بدات مغامرة في مقاتلة الشرير تنغل ورجاله وتحرير وادي الوردة البرية في نانجيالا.. تنتهي القصة بانتقال الاخوين إلى نانجليما” الحياة ما بعد نانجيالا.